# Brezova Gora
Brezova Gora falu Horvátországban Varasd megyében. Közigazgatásilag Bednjához tartozik.

## Fekvése
Varasdtól 33 km-re nyugatra, községközpontjától 8 km-re északnyugatra, közvetlenül a szlovén határ mellett fekszik.

## Története
A trakostyáni uradalom részeként 1456-ig a család kihalásáig, a Cilleiek birtoka. Ezután Vitovec János horvát báné, majd Corvin Jánosé lett, aki Gyulay Jánosnak adta. A Gyulayak három nemzedéken át birtokolták, de 1566-ban kihaltak és a birtok a császárra szállt. I. Miksa császár szolgálataiért Draskovich György horvát bánnak adta és a 20. századig család birtoka volt. 
1857-ben 362, 1910-ben 703 lakosa volt. A település a trianoni békeszerződésig Varasd vármegye Ivaneci járáshoz tartozott. 2001-ben a falunak 44 háztartása és 91 lakosa volt.

## Nevezetességei
Határában kőkorszaki használati eszközök kerültek elő.

## Külső hivatkozások
- Bednja község hivatalos oldala